# Псевдо-Гигин
Псевдо-Гигин — общее имя для неизвестных античных авторов-мифографов, труды которых подписаны именем Юлия Гигина или приписаны ему, однако достоверно не отождествлённых ни с одним из двух известных историкам Юлиев Гигинов (см. Гай Юлий Гигин и Гигин Громатик).

## Произведения
Для сохранившегося сборника «Мифы» (Fabulae), который в единственной известной рукописи был приписан Гигину, авторство Гая Юлия Гигина отвергается большинством исследователей, а работы о землемерии, по мнению историков, принадлежат перу Гигина Громатика (Землемера).
Трактат «Астрономия» (De Astronomica, также известный как Poeticon Astronomicon — «Поэтическая астрономия») представляет собой первое латинское сочинение на астрономические темы, составленное на основе греческих источников.
- В первой книге трактата вводятся основные представления о сферическом космосе, в центре которого находится Земля, перечисляются основные понятия сферической астрономии и даётся деление Земли на климатические пояса.
- Во второй и третьей книгах перечисляются созвездия и сообщаются связанные с ними легенды.
- В четвёртой книге описываются круги небесной сферы, обсуждается суточное вращение неба и связанные с ним восходы и заходы звёзд, рассматривается движение Солнца по эклиптике, солнечные и лунные затмения, приводится перечень планет.

По стилистическому анализу текста можно предположить, что трактат Псевдо-Гигина «Об устройстве военных лагерей» (лат. De munitionidus castrorum) тоже принадлежит автору «Занимательной астрономии».

## Переводы на русский язык
- Гигин. Мифы / Пер. Д. О. Торшилова под общ. ред. А. А. Тахо-Годи. — 2-е изд., испр. — СПб.: Алетейя, 2000. — 400 с. — («Античная библиотека». Раздел «Античная история»). — ISBN 5-89329-198-0.
- Гигин. Астрономия / Пер. и комм. А. И. Рубана. Вступ. ст. А. В. Петрова. — СПб.: Алетейя, 1997. — 224 с. — («Античная библиотека». Раздел «Античная история»). — ISBN 5-89329-017-8.
- Псевдо-Гигин. Об устройстве военных лагерей // Древность и Средневековье Европы / Пер. и комм. А. В. Колобова. — Пермь, 2002.